# Madina do Boé
Madina do Boé és una vila i un sector de Guinea Bissau, situat a la regió de Gabú. Té una superfície de 3.228 kilòmetres quadrats. En 2008 comptava amb una població de 10.957 habitants.

## Història
El 6 de febrer de 1969 es va produir vora del municipi el desastre del Cheche, quan 47 soldats portuguesos i cinc guineans van morir ofegats al riu Corubal quan es va enfonsar el ferri que els portava. Pel juliol de 1973 el PAIGC es va aplegar a Fulamor, a la part oriental del sector, i el 24 de setembre de 1973 hi va proclamar la independència de Guinea Bissau de la metròpoli. La vila va exercir com a capital de facto fins que després de la revolució dels clavells d'abril de 1974 Portugal reconegué la independència de l'antiga Guinea Portuguesa i la capital es traslladà a Bissau.

## Personatges
- Mário Manuel da Silva (* 1961), atleta olímpic portuguès